# باشگاه فوتبال ونکوور وایتکپس (۱۹۸۶–۲۰۱۰)
ونکوور وایتکپس یک باشگاه فوتبال حرفه‌ای کانادایی مستقر در ونکوور، بریتیش کلمبیا بود. رنگ‌های تیم آبی و سفید بود.
در ۱۹ مارس ۲۰۰۹، یک گروه مالکیت به رهبری گرگ کرفوت، امتیاز گسترش لیگ برتر فوتبال را دریافت کرد که در سال ۲۰۱۱ با نام ونکوور وایتکپس آغاز کرد.
این تیم قبلاً به عنوان ونکوور ۸۶ شناخته می‌شد.